# مبرهنة بيكار ليندلوف

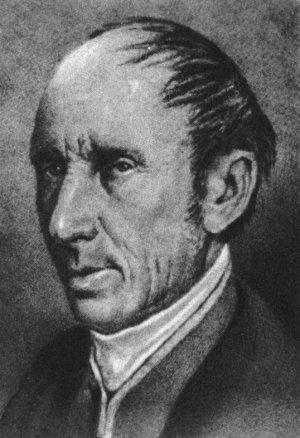

تعتبر مبرهنة بيكار ليندلوف إلى جانب مبرهنة بيانو أحد المبرهنات الرئيسية في الرياضيات في مجال المعادلات التفاضلية.يبدو أن المبرهنة نشرت لأول مرة سنة 1890 من قبل الرياضياتي الفينلاندي أرنست ليونارد ليندلوف Ernst Leonard Lindelöf في مقال يتعلق بقابلية المعادلات التفاضلية للحل. في نفس الفترة كان العالم والرياضياتي شارل إيميل بيكارد يدرس خوارزميات حلول تقريبية للمعادلات التفاضلية الشيء الذي أفرز عن خوارزمية بيكارد التكرارية التي تعتمد لبرهنة مبرهنة بيكار ليندلوف.

## المبرهنة
لنعتبر الدالة الرياضية
{\displaystyle F:\mathbb {R} \supset [0,a]\times \mathbb {R} ^{n}\to \mathbb {R} ^{n}}
دالة رياضية متصلة(continous) تتوفر فيها شروط إتصال ليبشيتز. في هذه الحالة فإن حل المعادلة التفاضلية

{\displaystyle y(0)=y_{0}\!} و{\displaystyle \forall x\in (0,a):\;y'(x)=F(x,y(x))}

موجود ووحيد. أي أنه يمكن حل المعادلة التفاضلية وأنه يوجد حل واحد للمعادلة

## نظرية وجود وأحادية الحل لمعادلة تفاضلية من مرتبة اولى
معطى: 
{\displaystyle \ y(x_{0})=y_{0}} وأيضاَ {\displaystyle \ y'=f(x,y)}
نفرض ان الدالة {\displaystyle \ f(x,y)} وكل مشتقاتها الجزئية حسب {\displaystyle \ y} متصلة في المجال الثنائي البعد   {\displaystyle \ D} في محور {\displaystyle \ (x,y)} وهذا المجال يحوي نقطة الشرط الحدي (أنظر شروط الحدية ) {\displaystyle \ (x_{0},y_{0})}.
فنقول انه موجود منطقة مستطيلة{\displaystyle \ [x_{0}-h,x_{0}+h]} للنقطة {\displaystyle \ x_{0}} على الاقل في المجال {\displaystyle \ x_{0}-h\leq x\leq x_{0}+h} فيه حل موجود وهو {\displaystyle \ y(x)}.
وهو واحد ووحيد.